# No hay amor desinteresado
No hay amor desinteresado (en hangul, 손해 보기 싫어서; McCune-Reischauer, Sonhae pogi shirŏsŏ; literalmente, «Porque no quiero perder») es una serie de televisión surcoreana escrita por Kim Hye-young, dirigida por Kim Jung-shik, y protagonizada por Shin Min-a, Kim Young-dae, Lee Sang-yi y Han Ji-hyun. Se emitió por el canal tvN desde el 26 de agosto de 2024, en horario de lunes y martes a las 20:50  (hora local coreana). Está también disponible en las plataformas TVING para Corea del Sur y en Prime Video para 240 países.

## Sinopsis
Son Hae-young es una mujer que decide realizar una ceremonia de matrimonio falsa después de escuchar el rumor en su empresa de que las mujeres solteras no pueden ser seleccionadas para el primer lugar en un concurso. Después de varias propuestas de matrimonio, Hae-young se prepara para casarse con el trabajador a tiempo parcial de una tienda de conveniencia Kim Ji-wook, que parecía un hombre común y corriente hasta que se presenta completamente cambiado a la boda.

## Reparto

### Principal
- Shin Min-a como Son Hae-young, una oficinista de Kkulbee Education experta en el cálculo de pérdidas y ganancias que odia las pérdidas tanto en la vida como en el amor. Siempre calcula el punto de equilibrio en las relaciones y planea una boda falsa cuando corre el riesgo de perder un ascenso en el trabajo.[2][5][6]
  - Oh Ye-ju como Hae-young de adolescente.[7]
- Kim Young-dae como Kim Ji-wook, un trabajador del turno de noche de una tienda de conveniencia que frecuenta Hae-young, que es un oficial de policía ciudadano y una persona justa en el vecindario. Ji-wook es un perfecto trabajador a tiempo parcial con una personalidad que no puede ignorar a los necesitados, una gran ética de trabajo y sinceridad. Recibe una propuesta ridícula de su cliente Hae-young, que es su polo opuesto.[2][8]
- Lee Sang-yi como Bok Kyoo-hyun, un chaebol de tercera generación que no está casado y que no cree en el amor novelesco. Es el presidente de Kkulbee Education, donde trabaja Hae-young. Accidentalmente lee una novela web escrita por Nam Ja-yeon y actúa como un comentarista activo mientras oculta su identidad.[2][9][10]
- Han Ji-hyun como Nam Ja-yeon / Yeon Bo-ra, una famosa escritora de novelas web de 29 años que solo escribe de amor. Es compañera de casa y amiga de Hae-young, y sin querer, acaba enredada con Kyoo-hyun.[2][11][12]

### Secundario

#### Gente de Kkulbee Education
- Jeon Hye-won como Kwon Yi-rin, una empleada de recursos humanos que trabaja en la misma empresa educativa que Hae-young.[13][14]
- Lee You-jin como Yeo Ha-joon, el secretario de Kyoo-hyun, un joven brillante y positivo que no está satisfecho con su puesto de trabajo y pide siempre el traslado, que su jefe nunca le concede.[15][16]
- Song Won-seok como Ahn Woo-jae, la motivación de Hae-young para unirse a la empresa. Es el responsable del equipo educativo 2, un hombre guapo con una apariencia ordenada y un estilo sensato. Rompió su noviazgo con Hae-young seis meses antes de casarse con de Yi-rin.[17][18]
- Choi Jin-ho como Bok Ki-ho, el padre de Kyoo-hyun y presidente del Grupo Kkulbee.[19]
- Lee Il-hwa como Sun Jung-ah, la madre de Kyoo-hyun.
- Kim Hye-hwa como Gong Eun-young, la subdirectora del equipo educativo 1 de Kkulbee.[20]
- Lee Chang-ho como Bok Ki-woon, empleado novato del equipo de nuevos negocios.
- Cho Jung-won como Kim Sun-woo, subdirector del equipo de educación 1 y del equipo de nuevos negocios.
- Lee Yoo-mi como la subgerente Lee Yoon-ah, subdirectora del equipo de educación 2 y del equipo de nuevos negocios.

#### Entorno de Hae-young
- Joo Min-kyung como Cha Hee-sung, actriz de doblaje no oficial; es amiga de Hae-young.[21][22][23]
- Heo Jung-min como Yoon Tae-hyung, director de Soli Studio, novio de Hee-sung.
- Yoon Bok-in como Lee Eun-ok, la madre de Hae-young; vive en un asilo de ancianos.[22]
- Lee Seung-joon como Son Myung-soo, el padre de Hae-young.[24]
- Yoon Seo-hyun como el señor Jang.

### Apariciones especiales
- Byeon Woo-seok como un empleado a tiempo parcial en una tienda de conveniencia.[25][26]
- Kim Jung-eun.[27]
- Kim Hae-sook.[26]
- Lee Seung-jun.[26]
- Kim Ki-doo como profesor de educación física de la escuela de Hae-young (episodio 1).[26]
- Lee Joong-ok como Kim Nam-gil, secretario de Hwang Geum-joo.[26][28]
- Park Se-wan.
- Kim Sun-young como Eom So-hye (episodio 6).
- Shin Hyun-seung como un pasante de la editorial.

## Producción
No hay amor desinteresado es una producción de CJ ENM Studios y Bon Factory escrita por Kim Hye-young (autora del guion de Her Private Life en 2019) y dirigida por Kim Jeong-sik (director también de las dos temporadas de Work Later, Drink Now en 2021 y 2023, y codirector de Nam-soon, una chica superfuerte también en 2023). En septiembre de 2023 la productora anunció los nombres de los protagonistas Shin Min-a y Kim Young-dae, aunque ya en junio había circulado la noticia, solo para la protagonista femenina, en algunos medios de prensa, cuando un portavoz de la agencia de Shin había hecho pública la oferta. Para la actriz es el regreso a un género que ha cultivado con éxito y frecuencia durante su carrera (Hometown Cha Cha Cha, Tomorrow With You, Oh My Venus entre otros títulos). En cambio, el 4 de agosto de 2023 los órganos de prensa recogieron un comunicado de la agencia de Lee Jong-won que anunciaba que había recibido una oferta para el papel de Kim Ji-wook, y que la estaba considerando positivamente. A principios de septiembre se supo que había abandonado la serie; ya el primero del mes este mismo papel se había atribuido a Kim Young-dae. El nombre de Lee Sang-yi se añadió en enero de 2024.
El rodaje comenzó en octubre de 2023 y había concluido a mediados de marzo de 2024.
El canal tvN anunció el 17 de julio de 2024 que la comedia se estrenaría el 26 de agosto. Al día siguiente distribuyó un vídeo relativo a la primera lectura del guion por el reparto. El 24 de julio lanzó el primer avance. El 6 de agosto publicó el cartel de pareja y el 18 algunas imágenes del rodaje.

## Banda sonora original
| Parte | Fecha de publicación                                                                 | Título                                                                               | Letra                                                                                | Música                                                                               | Artista                                                                              | Dur.                                                                                 | Ref.                                                                                 |
| ----- | ------------------------------------------------------------------------------------ | ------------------------------------------------------------------------------------ | ------------------------------------------------------------------------------------ | ------------------------------------------------------------------------------------ | ------------------------------------------------------------------------------------ | ------------------------------------------------------------------------------------ | ------------------------------------------------------------------------------------ |
| 1     | 27 de agosto de 2024                                                                 | 사랑 이될까요 («¿Será amor?»)                                                        | Han Kyung-soo                                                                        | Han Kyung-soo, Lee Do-hyung, Seo9                                                    | Sondia                                                                               | 3:52                                                                                 | [ 40 ] [ 41 ]                                                                        |
| 2     | 2 de septiembre de 2024                                                              | «Someday»                                                                            | Su-kyung                                                                             | Gaemi                                                                                | Kassy                                                                                | 3:28                                                                                 | [ 42 ]                                                                               |
| 3     | 9 de septiembre de 2024                                                              | 날씨부터 내 편 («El clima está de mi lado»)                                          | Red Anne, Sam Carter (MonoTree)                                                      | Sam Carter (MonoTree), Nomasgood (BADX)                                              | Hui                                                                                  | 3:00                                                                                 | [ 43 ]                                                                               |
| 4     | 10 de septiembre de 2024                                                             | 여전히 눈부신 그런날에 («En un día que aún deslumbra»)                               | Ant, Midnight                                                                        | Ant                                                                                  | Kim Jae-hwan                                                                         | 4:05                                                                                 | [ 44 ]                                                                               |
| 5     | 16 de septiembre de 2024                                                             | 또 다른 이야기 («Otra historia»)                                                     | Kinsha                                                                               | AllThou, Young2beat, Shitoko, Suhyun Kim, Lee Aram                                   | Cheeze                                                                               | 3:17                                                                                 | [ 45 ]                                                                               |
| 6     | 17 de septiembre de 2024                                                             | «A New Day»                                                                          | Lee Seungah, BenAddict                                                               | Lee Uigeon, Lee Seungah, BenAddict                                                   | Kei                                                                                  | 3:21                                                                                 | [ 46 ]                                                                               |
| 7     | 24 de septiembre de 2024                                                             | 다가가도 될까 («¿Puedo acercarme más?»)                                              | Han Kyung-su                                                                         | Han Kyung-su, Choi Min-jun, Lee Jeong-woo, Kang Woo-jin                              | Bang Ye-dam                                                                          | 4:07                                                                                 | [ 47 ]                                                                               |
| Notas | Las canciones de la banda sonora tienen una versión instrumental de igual duración . | Las canciones de la banda sonora tienen una versión instrumental de igual duración . | Las canciones de la banda sonora tienen una versión instrumental de igual duración . | Las canciones de la banda sonora tienen una versión instrumental de igual duración . | Las canciones de la banda sonora tienen una versión instrumental de igual duración . | Las canciones de la banda sonora tienen una versión instrumental de igual duración . | Las canciones de la banda sonora tienen una versión instrumental de igual duración . |

## Audiencia
Tras la emisión de los dos primeros episodios, la serie ocupaba el tercer lugar en la lista mundial de las producciones con mayor audiencia de Prime Video; entró entre las diez primeras en 59 países, y fue la primera en once de ellos, entre los cuales Tailandia, Filipinas, Malasia, Camboya, Argelia y Kenia.
| Temporada | Temporada | Episodio número | Episodio número | Episodio número | Episodio número | Episodio número | Episodio número | Episodio número | Episodio número | Episodio número | Episodio número | Episodio número | Episodio número | Promedio |
| Temporada | Temporada | 1               | 2               | 3               | 4               | 5               | 6               | 7               | 8               | 9               | 10              | 11              | 12              | Promedio |
| --------- | --------- | --------------- | --------------- | --------------- | --------------- | --------------- | --------------- | --------------- | --------------- | --------------- | --------------- | --------------- | --------------- | -------- |
|           | 1         | 884             | 818             | 774             | 889             | 932             | 1043            | 749             | 724             | 776             | 885             | 854             | 1135            | 872      |

| Episodio | Fecha de emisión         | Índices de audiencia (Nielsen Korea) | Índices de audiencia (Nielsen Korea) |
| Episodio | Fecha de emisión         | Nacional                             | Seúl                                 |
| --- | ------------------------ | ------------------------------------ | ------------------------------------ |
| 1 | 26 de agosto de 2024     | 3,673 % (2.ª)                        | 4,072 % (1.ª)                        |
| 2 | 27 de agosto de 2024     | 3,801 % (2.ª)                        | 4,312 % (2.ª)                        |
| 3 | 3 de septiembre de 2024  | 3,757 % (1.ª)                        | 4,547 % (1.ª)                        |
| 4 | 4 de septiembre de 2024  | 3,864 % (2.ª)                        | 4,255 % (2.ª)                        |
| 5 | 9 de septiembre de 2024  | 4,144 % (2.ª)                        | 4,465 % (2.ª)                        |
| 6 | 10 de septiembre de 2024 | 4,967 % (2.ª)                        | 5,942 % (2.ª)                        |
| 7 | 16 de septiembre de 2024 | 2,631 % (1.ª)                        | 3,054 % (1.ª)                        |
| 8 | 17 de septiembre de 2024 | 2,906 % (1.ª)                        | 2,891 % (2.ª)                        |
| 9 | 23 de septiembre de 2024 | 3,565 % (1.ª)                        | 4,080 % (1.ª)                        |
| 10 | 24 de septiembre de 2024 | 3,885 % (1.ª)                        | 4,027 % (1.ª)                        |
| 11 | 30 de septiembre de 2024 | 3,897 % (1.ª)                        | 4,300 % (1.ª)                        |
| 12 | 1 de octubre de 2024     | 4,764 % (1.ª)                        | 5,142 % (1.ª)                        |
| Promedio | Promedio                 | 3,821 %                              | 4,257 %                              |
| - En la tabla superior, los números azules representan las calificaciones más bajas y los números rojos representan las más altas. - Esta serie se transmite en un canal de cable/televisión de pago, que normalmente tiene una audiencia menor respecto a las emisoras de televisión públicas/gratuitas (KBS, SBS, MBC y EBS). |                          |                                      |                                      |

## Serie derivada
En julio de 2024 algunos medios publicaron que habría una serie derivada de No hay amor desinteresado, con el título de Un romance picante, protagonizada por dos de los protagonistas de aquella, Han Ji-hyun y Lee Sang-yi. Narra en dos capítulos la historia de amor que surge entre Kang Ha-jun, el presidente de una empresa, y Han Ji-hyun, la nutricionista de la misma. La serie está programada para emitirse en la plataforma TVING inmediatamente después del final de No hay amor desinteresado, y también está disponible en la plataforma Prime Video en muchos países.